# Reggie Jackson (basket-ball)
Pour les articles homonymes, voir Reggie Jackson et Jackson.
Reginald Shon Jackson, né le 16 avril 1990 à Pordenone en Italie, est un joueur américain de basket-ball évoluant au poste de meneur.

## Biographie

### Carrière universitaire
Lors de sa première année universitaire à Boston Collège, il rejoint l'effectif déjà bien fourni des Eagles. Grâce à ses qualités athlétiques, il trouve un rôle de scoreur explosif en sortie de banc et dispute la March Madness. L'année suivante, il intègre le cinq majeur à la suite du départ du titulaire Tyrese Rice qui entame sa carrière professionnelle. Cette année, les Eagles n'arrivent pas à décrocher une participation au tournoi NCAA. Au cours de sa dernière saison universitaire, il mène son équipe au tournoi NIT en étant le meilleur scoreur de l'effectif avec 18,2 points par match. Ils échouent au second tour du tournoi mais Reggie Jackson est nommé dans la first-team All-ACC. Au cours de l'été 2011, il se présente à la Draft NBA.

### Carrière professionnelle

#### Thunder d'Oklahoma City (2011-2015)
Le 23 juin 2011, il est drafté en 24e position du premier tour par le Thunder d'Oklahoma City.
Lors des deux premières saisons, il joue régulièrement en D-League avec les 66ers de Tulsa. Lors du game 2 des playoffs face aux Rockets de Houston, il se voit propulsé dans le cinq de départ à la suite d'une blessure au genou de Russell Westbrook. Il aligne 15.3 points, 3.7 passes et 5.3 rebonds par match.

#### Pistons de Détroit (2015-2020)
Le 19 février 2015, il fait partie d'un transfert entre trois équipes, les Pistons de Détroit, le Jazz de l'Utah et le Thunder. Jackson rejoint les Pistons de Détroit, Enes Kanter passant du Jazz au Thunder et Kendrick Perkins quittant le Thunder pour rejoindre le Jazz.
Le 27 mars 2015, il réalise son second triple-double en carrière et de la saison. Il devient le premier joueur depuis Grant Hill en 1994-1995 à réaliser plusieurs triple-double sur une même saison sous le maillot des Pistons.
Le 5 juillet 2015, il prolonge aux Pistons en signant un contrat de cinq ans et 80 millions de dollars.

#### Clippers de Los Angeles (2020-2023)
Le 19 février 2020, il trouve un accord pour un buyout avec les Pistons de Détroit puis s'engage dans la foulée avec les Clippers de Los Angeles.
Auteur de très bons playoffs, il re-signe à l'intersaison avec les Clippers pour un contrat de 22 millions de dollars sur deux ans.

#### Nuggets de Denver (2023-2024)
Le jour de la fermeture du marché des transferts, il est transféré vers les Hornets de Charlotte contre Mason Plumlee,. Il est coupé dans la foulée puis, libre, il s'engage avec les Nuggets de Denver.

#### 76ers de Philadelphie (2024-février 2025)
En juin 2024, il est transféré aux Hornets de Charlotte contre des choix de draft. Coupé par les Hornets, Reggie Jackson s'engage par la suite avec les 76ers de Philadelphie.
En février 2025, il est transféré aux Wizards de Washington contre Jared Butler puis coupé dans la foulée.

## Palmarès
- Champion NBA en 2023 avec les Nuggets de Denver.
- Champion de la Conférence Ouest en 2012 avec le Thunder d'Oklahoma City et en 2023 avec les Nuggets de Denver.
- Champion de la Division Nord-Ouest en 2012 et 2013 avec le Thunder d'Oklahoma City.

## Statistiques

### Universitaires
| Saison    | Équipe         | Matchs | Titul. | Min./m | % Tir | % 3pts | % LF | Rbds/m. | Pass/m. | Int/m. | Ctr/m. | Pts/m. |
| --------- | -------------- | ------ | ------ | ------ | ----- | ------ | ---- | ------- | ------- | ------ | ------ | ------ |
| 2008-2009 | Boston College | 34     | 0      | 20,1   | 44,0  | 26,9   | 68,5 | 3,26    | 1,74    | 0,82   | 0,41   | 6,97   |
| 2009-2010 | Boston College | 31     | 20     | 30,1   | 43,0  | 29,1   | 73,3 | 5,68    | 4,48    | 0,61   | 0,45   | 12,87  |
| 2010-2011 | Boston College | 34     | 32     | 34,1   | 50,3  | 42,0   | 79,6 | 4,29    | 4,47    | 1,06   | 0,53   | 18,18  |
| Carrière  | Carrière       | 99     | 52     | 28,1   | 46,5  | 35,0   | 75,3 | 4,37    | 3,54    | 0,84   | 0,46   | 12,67  |

### Professionnelles

#### Saison régulière
| Saison    | Équipe        | Matchs | Titul. | Min./m | % Tir | % 3pts | % LF | Rbds/m. | Pass/m. | Int/m. | Ctr/m. | Pts/m. |
| --------- | ------------- | ------ | ------ | ------ | ----- | ------ | ---- | ------- | ------- | ------ | ------ | ------ |
| 2011-2012 | Oklahoma City | 45     | 0      | 11,1   | 32,1  | 21,0   | 86,2 | 1,18    | 1,58    | 0,56   | 0,02   | 3,11   |
| 2012-2013 | Oklahoma City | 70     | 0      | 14,2   | 45,8  | 23,1   | 83,9 | 2,37    | 1,74    | 0,41   | 0,19   | 5,34   |
| 2013-2014 | Oklahoma City | 80     | 36     | 28,5   | 44,0  | 33,9   | 89,3 | 3,91    | 4,14    | 1,06   | 0,11   | 13,09  |
| 2014-2015 | Oklahoma City | 50     | 13     | 28,0   | 43,2  | 27,8   | 86,1 | 4,02    | 4,28    | 0,84   | 0,10   | 12,82  |
| 2014-2015 | Détroit       | 27     | 27     | 32,2   | 43,6  | 33,7   | 79,6 | 4,67    | 9,19    | 0,74   | 0,15   | 17,63  |
| 2015-2016 | Détroit       | 79     | 79     | 30,7   | 43,4  | 35,3   | 86,4 | 3,20    | 6,23    | 0,75   | 0,14   | 18,85  |
| 2016-2017 | Détroit       | 52     | 50     | 27,4   | 41,9  | 35,9   | 86,8 | 2,19    | 5,21    | 0,67   | 0,10   | 14,46  |
| 2017-2018 | Détroit       | 45     | 45     | 26,7   | 42,6  | 30,8   | 83,6 | 2,78    | 5,29    | 0,60   | 0,09   | 14,58  |
| 2018-2019 | Détroit       | 82     | 82     | 27,9   | 42,1  | 36,9   | 86,4 | 2,63    | 4,20    | 0,67   | 0,11   | 15,37  |
| 2019-2020 | Détroit       | 14     | 10     | 27,2   | 38,4  | 37,8   | 78,8 | 2,93    | 5,14    | 0,57   | 0,07   | 14,93  |
| 2019-2020 | L.A. Clippers | 17     | 6      | 21,3   | 45,3  | 41,3   | 90,5 | 3,00    | 3,18    | 0,29   | 0,24   | 9,47   |
| 2020-2021 | L.A. Clippers | 67     | 43     | 23,0   | 45,0  | 43,3   | 81,7 | 2,90    | 3,10    | 0,60   | 0,10   | 10,70  |
| 2021-2022 | L.A. Clippers | 75     | 75     | 31,2   | 39,2  | 32,6   | 84,7 | 3,60    | 4,80    | 0,70   | 0,20   | 16,80  |
| Carrière  | Carrière      | 703    | 466    | 25,6   | 42,4  | 34,5   | 85,4 | 3,00    | 4,30    | 0,70   | 0,10   | 13,10  |

Dernière mise à jour le 10 octobre 2022.

#### Playoffs
| Saison   | Équipe        | Matchs | Titul. | Min./m | % Tir | % 3pts | % LF  | Rbds/m. | Pass/m. | Int/m. | Ctr/m. | Pts/m. |
| -------- | ------------- | ------ | ------ | ------ | ----- | ------ | ----- | ------- | ------- | ------ | ------ | ------ |
| 2013     | Thunder       | 11     | 9      | 33,4   | 47,9  | 30,2   | 89,7  | 4,91    | 3,73    | 0,45   | 0,45   | 13,91  |
| 2014     | Thunder       | 19     | 4      | 27,9   | 46,6  | 39,6   | 88,6  | 3,79    | 2,42    | 0,26   | 0,21   | 11,05  |
| 2016     | Détroit       | 4      | 4      | 36,8   | 45,5  | 16,7   | 100,0 | 3,25    | 9,25    | 1,50   | 0,50   | 14,25  |
| 2019     | Détroit       | 4      | 4      | 26,9   | 43,1  | 42,9   | 85,7  | 3,25    | 7,00    | 0,75   | 0,00   | 17,75  |
| 2020     | L.A. Clippers | 12     | 1      | 14,2   | 43,8  | 53,1   | 0,0   | 1,75    | 0,92    | 0,17   | 0,08   | 4,92   |
| 2021     | L.A. Clippers | 19     | 17     | 32,7   | 48,4  | 40,8   | 87,8  | 3,20    | 3,40    | 0,90   | 0,20   | 17,80  |
| Carrière | Carrière      | 69     | 39     | 28,2   | 46,9  | 39,2   | 88,8  | 3,40    | 3,30    | 0,60   | 0,20   | 12,90  |

Dernière mise à jour le 8 août 2021.

## Records sur une rencontre

### En NBA
Les records personnels de Reggie Jackson en NBA sont les suivants, :
| Type de statistique        | Saison régulière | Saison régulière            | Saison régulière | Playoffs | Playoffs               | Playoffs      |
| Type de statistique        | Record           | Adversaire                  | Date             | Record   | Adversaire             | Date          |
| -------------------------- | ---------------- | --------------------------- | ---------------- | -------- | ---------------------- | ------------- |
| Points                     | 40               | @ Trail Blazers de Portland | 8 novembre 2015  | 32       | @ Grizzlies de Memphis | 26 avril 2014 |
| Paniers marqués            | 15               | 2 fois                      | 2 fois           | 11       | 2 fois                 | 2 fois        |
| Paniers tentés             | 30               | Lakers de Los Angeles       | 3 mars 2022      | 24       | Suns de Phoenix        | 26 juin 2021  |
| Paniers à 3 points réussis | 7                | @ Timberwolves du Minnesota | 3 novembre 2021  | 6        | Mavericks de Dallas    | 2 juin 2021   |
| Paniers à 3 points tentés  | 17               | Spurs de San Antonio        | 16 novembre 2021 | 12       | 2 fois                 | 2 fois        |
| Lancers francs réussis     | 14               | Clippers de Los Angeles     | 14 décembre 2015 | 8        | @ Grizzlies de Memphis | 26 avril 2014 |
| Lancers francs tentés      | 16               | Clippers de Los Angeles     | 14 décembre 2015 | 8        | 3 fois                 | 3 fois        |
| Rebonds offensifs          | 5                | 2 fois                      | 2 fois           | 3        | 2 fois                 | 2 fois        |
| Rebonds défensifs          | 11               | @ Raptors de Toronto        | 21 mars 2014     | 9        | 2 fois                 | 2 fois        |
| Rebonds totaux             | 12               | @ Raptors de Toronto        | 21 mars 2014     | 10       | @ Grizzlies de Memphis | 11 mai 2013   |
| Passes décisives           | 20               | Grizzlies de Memphis        | 17 mars 2015     | 12       | 2 fois                 | 2 fois        |
| Interceptions              | 6                | @ Rockets de Houston        | 16 janvier 2014  | 3        | 2 fois                 | 2 fois        |
| Contres                    | 2                | 6 fois                      | 6 fois           | 2        | Rockets de Houston     | 1er mai 2013  |
| Balles perdues             | 8                | 3 fois                      | 3 fois           | 5        | 3 fois                 | 3 fois        |
| Minutes jouées             | 50               | @ Bulls de Chicago          | 18 décembre 2015 | 48       | @ Grizzlies de Memphis | 13 mai 2013   |

- Double-double : 43 (dont 4 en playoffs)
- Triple-double : 2

Dernière mise à jour : 29 mars 2024

### En G-League
Les records personnels de Reggie Jackson, officiellement recensés par la D-League sont les suivants :
| Type de statistique        | Saison régulière | Saison régulière            | Saison régulière |
| Type de statistique        | Record           | Adversaire                  | Date             |
| -------------------------- | ---------------- | --------------------------- | ---------------- |
| Points                     | 37               | Charge de Canton            | 22 décembre 2012 |
| Paniers marqués            | 14               | Charge de Canton            | 22 décembre 2012 |
| Paniers tentés             | 27               | Energy de l'Iowa            | 24 mars 2012     |
| Paniers à 3 points réussis | 3                | Energy de l'Iowa            | 21 décembre 2012 |
| Paniers à 3 points tentés  | 6                | Energy de l'Iowa            | 21 décembre 2012 |
| Lancers francs réussis     | 9                | Charge de Canton            | 22 décembre 2012 |
| Lancers francs tentés      | 9                | Charge de Canton            | 22 décembre 2012 |
| Rebonds offensifs          | 1                | 3 fois                      | 3 fois           |
| Rebonds défensifs          | 9                | Charge de Canton            | 22 décembre 2012 |
| Rebonds totaux             | 9                | Charge de Canton            | 22 décembre 2012 |
| Passes décisives           | 11               | Vipers de Rio Grande Valley | 8 décembre 2012  |
| Interceptions              | 1                | Energy de l'Iowa            | 21 décembre 2012 |
| Contres                    | -                | -                           | -                |
| Balles perdues             | 4                | Vipers de Rio Grande Valley | 8 décembre 2012  |
| Minutes jouées             | 41               | Energy de l'Iowa            | 24 mars 2012     |

- Double-double : 1 (au 22/12/2012)
- Triple-double : aucun.

## Salaires
| Année       | Équipe        | Salaire       |
| ----------- | ------------- | ------------- |
| 2011-2012*  | Thunder       | 1 156 320 $   |
| 2012-2013   | Thunder       | 1 243 080 $   |
| 2013-2014   | Thunder       | 1 260 360 $   |
| 2014-2015   | Détroit       | 2 204 370 $   |
| 2015-2016   | Détroit       | 14 000 000 $  |
| 2016-2017   | Détroit       | 15 000 000 $  |
| 2017-2018   | Détroit       | 16 000 000 $  |
| 2018-2019   | Détroit       | 17 043 478 $  |
| 2019-2020   | Détroit       | 17 286 956 $  |
| 2019-2020   | L.A. Clippers | 734 025 $     |
| 2020-2021   | L.A. Clippers | 1 620 564 $   |
| 2021-2022   | L.A. Clippers | 10 384 500 $  |
| 2022-2023   | Charlotte     | 10 876 844 $  |
| 2022-2023   | Denver        | 580 373 $     |
| Total Gains | Total Gains   | 109 347 392 $ |
| 2023-2024   | Denver        | 5 000 000 $   |
| 2024-2025   | Denver        | 5 250 000 $   |

Note : * En 2011, le salaire moyen d'un joueur évoluant en NBA est de 5 150 000 $.